# إرنست ألين
إرنست ألين (24 يونيو 1880 - 28 مايو 1943)  (بالإنجليزية: Ernest Allen)‏ هو لاعب كريكت بريطاني وبريطاني (وحمل سابقاً جنسية المملكة المتحدة لبريطانيا العظمى وأيرلندا).